# Lee Capes
Lee Capes   (3 d'octubre de 1961) és una jugadora d'hoquei sobre herba australiana, ja retirada, que va competir durant la dècada de 1980. És germana de la també jugador d'hoquei sobre herba Michelle Capes.
El 1988 va prendre part en els Jocs Olímpics de Seül, on guanyà la medalla d'or en la competició d'hoquei sobre herba.
El 1989 va rebre la medalla de l'Orde d'Austràlia en reconeixement pels seus serveis a l'hoquei.